# 大沼氏光鰓魚
大沼氏光鰓魚（學名：Chromis onumai），又稱大沼氏光鰓雀鯛，是輻鰭魚綱鱸形目雀鯛科光鰓魚屬的其中一種，分布於西北太平洋台灣及日本海域，深度51至90公尺，體長可達12.6公分，棲息在礁石區，以浮游生物為食，繁殖期時成對出現，雄魚會守護卵直到孵化，生活習性不明。